# Malmen, Västerås kommun
Malmen är en tätort i Irsta socken i södra delen av Västerås kommun, Västmanland. Orten är belägen 3 km nordväst om Roligheten och cirka 8 km sydöst om centrala Västerås. Orten kallas ibland Gäddeholm.
Strax norr om Malmen ligger herrgården Gäddeholm.

## Befolkningsutveckling
| Befolkningsutvecklingen i Malmen 2015–2020                                           | Befolkningsutvecklingen i Malmen 2015–2020 | Befolkningsutvecklingen i Malmen 2015–2020 | Befolkningsutvecklingen i Malmen 2015–2020 | Befolkningsutvecklingen i Malmen 2015–2020 |
| ------------------------------------------------------------------------------------ | ------------------------------------------ | ------------------------------------------ | ------------------------------------------ | ------------------------------------------ |
|                                                                                      |                                            |                                            |                                            |                                            |
| År                                                                                   |                                            |                                            | Folkmängd                                  | Areal (ha)                                 |
| 2015                                                                                 | 2015                                       |                                            | 305                                        | 47                                         |
| 2020                                                                                 | 2020                                       |                                            | 1 110                                      | 102                                        |
| Anm.: Ny tätort 2015, var före dess en småort som 2010 hade 90 invånare på 20 hektar |                                            |                                            |                                            |                                            |